# Plinio Prieto
Plinio Prieto Ruiz (21 de junio de 1923, Santa Clara, Cuba-13 de octubre de 1960, Escambray, Cuba) fue un revolucionario cubano, capitán del ejército revolucionario, participante en el derrocamiento de Fulgencio Batista y en la Rebelión del Escambray. Uno de los organizadores del Segundo Frente Nacional del Escambray. Tras la victoria de la Revolución cubana, se opuso a la dictadura de Fidel Castro y se unió al movimiento rebelde armado, siendo capturado, condenado a muerte y ejecutado.

## En la revolución cubana
Nacido en una familia de médicos, era el tercero de cuatro hermanos y hermanas, hijos del matrimonio Dr. José R. Prieto y la Dra. Maria C. Ruiz. De niño vivió con su familia en Nueva York, donde asistió a la escuela primaria aprendiendo hablar inglés. De regreso a Cuba estudió en el Colegio de los Hermanos Católicos Maristas y en el Instituto de Educación Secundaria de La Habana. Luego ingresó a la Facultad de Derecho de la Universidad de La Habana. Durante 12 años Plinio Prieto trabajó como profesor de inglés.
Políticamente, Plinio Prieto fue un firme partidario de la democracia y se opuso al régimen de Fulgencio Batista. Era miembro del Partido Revolucionario Cubano Auténtico. Fue suspendido de la docencia por motivos políticos. Se unió a la clandestinidad antigubernamental y participó activamente en la Revolución cubana. Organizó una red de propaganda antibatista y grandes sabotajes. Fue arrestado varias veces por la policía de Batista, lo que lo oblligo a trasladarse a Estados Unidos y México. Al regresar secretamente a Cuba, se unió al movimiento guerrillero del Segundo Frente Nacional del Escambray al mando de Eloy Gutiérrez Menoyo y William Alexander Morgan. Participó en batallas con las tropas de Batista y recibió el grado de capitán del ejército revolucionario.

## En la Rebelión del Escambray
Tras el triunfo de la revolución cubana, Plinio Prieto ocupó durante algún tiempo puestos militares y gozó de la confianza de Fidel Castro. Comandó un destacamento gubernamental destinado a defender Trinidad de una posible invasión de las tropas del dictador dominicano Rafael Leónidas Trujillo. Pero las opiniones democráticas y anticomunistas de Prieto rápidamente lo llevaron a un conflicto con Castro. Estableció vínculos con el Movimiento Revolucionario de Reconstrucción (MRR) y grupos rebeldes del Escambray.
Organizó una estación de radio clandestina antigubernamental en la región del Escambray de Guanayara e hizo llamados a la lucha contra la dictadura de Fidel Castro. En 1960, Plinio Prieto era uno de los principales comandantes rebeldes, junto con Sinecio Walsh, Evelio Duque, Osvaldo Ramírez García y Edel Montiel. Plinio Prieto actuó como ideólogo y organizador político del movimiento anticastrista. Intentó coordinar ataques rebeldes en el Escambray con propaganda radial y acciones políticas de la Organización Auténtica y el MRR en La Habana. Al mismo tiempo, tenía conexiones operativas en Estados Unidos, incluida la Agencia Central de Inteligencia, que permitieron organizar la logística y el suministro para los rebeldes.
La resistencia armada en la primera etapa de la Rebelión del Escambray estuvo encabezada por Sinecio Walsh. Muchos otros comandantes se agruparon alrededor de su destacamento en el pueblo montañoso de Nuevo Mundo. Prieto intentó establecer contacto directo con él a través del grupo de Diosdado Mesa, pero no pudo conectarse directamente. A principios de septiembre de 1960, las fuerzas gubernamentales bajo el mando de Manuel "Piti" Fajardo y Juan Vitalio Acuña Núñez lanzaron una ofensiva masiva contra el destacamento de Walsh. Los rebeldes, incluido Plinio Prieto, comenzaron a dispersarse hacia sus refugios. Los Órganos de Seguridad del Estado del G-2 se enteraron del avance de Prieto a la provincia de Cienfuegos gracias a la información fue transmitida por el asociado reclutado Félix Hurtado. Prieto estaba en un pequeño grupo que transportaba equipo de radio pesado. El 1 de octubre de 1960 se encontraron con un destacamento de Milicias Nacionales Revolucionarias y fueron capturados tras un tiroteo.

## Juicio y ejecución
Plinio Prieto estuvo recluido primero en la prisión de Topes de Collantes en el Escambray, luego fue trasladado a la prisión de seguridad del Estado de La Habana. Estaba en completo aislamiento: no le entregaron ni siquiera enseres domésticos y se le negó una reunión con el abogado Benito Besada. Diez días después Prieto fue llevado a Santa Clara. Como parte de un grupo de rebeldes, compareció ante el tribunal revolucionario. El tribunal estuvo presidido por el primer teniente del Ejército Claudio López Cardet, e integrado por el capitán del Ejército Ornedo Rodríguez Ruiz, el primer teniente de la Policía Leonel Tornes Fardinho, el primer teniente del Ejército Erasmo Anoseto Machado y el teniente del Ejército José Ferrer. La fiscalía estuvo representada por el fiscal militar, Capitán del Ejército Juan Escalona Reguera.
Estallaron disturbios en la ciudad. La policía dispersó las manifestaciones en apoyo de los acusados. De los corresponsales extranjeros, sólo se permitió asistir al juicio a los periodistas soviéticos, negandole la entrada a los estadounidenses. La decisión política se tomó de antemano. María Caridad Ruiz, la madre de Plinio Prieto, que intentó organizar su defensa, dijo más tarde que el fiscal de Juan Escalona Reguerarecibió una directiva de sentencia de Raúl Castro. El propio Prieto se negó a testificar, se comportó con demostrativa y desdeñosa indiferencia y se quedó dormido durante una de las audiencias judiciales.
El Tribunal Revolucionario condenó a muerte a Sinecio Walsh, José Palomino Colón, Ángel Rodríguez del Sol, Porfirio Remberto Ramírez y Plinio Prieto. Fueron fusilados a última hora de la tarde del 12 de octubre de 1960 en la base de la milicia de La Campana alrededor de la medianoche. Según el testimonio del sacerdote católico Olegario de Cifuentes, que estuvo presente en la ejecución, Prieto se comportó con valentía y sarcásticamente dio instrucciones al pelotón de fusilamiento. Sus últimas palabras fueron “Creo en Dios y en las personas”.

## Datos de personalidad
Plinio Prieto estaba casado y tenía un hijo y una hija. La esposa de Amparo Posada compartía la opinión y era aliada política de Prieto. En sus actividades políticas, Plinio Prieto se distinguió por su independencia de pensamiento y acción. Esto a menudo condujo a conflictos graves incluso con colaboradores cercanos. Según María Caridad Ruiz, la orden de eliminar a Prieto fue dada por Eloy Gutiérrez Menoyo, pero los albaceas, por simpatía personal hacia su hijo, rechazaron esta tarea. Plinio Prieto fue enterrado en el cementerio de Santa Clara. El 22 de enero de 1998, el Papa Juan Pablo II celebró la primera misa en Cuba en Santa Clara, no lejos del lugar de ejecución.